# ایل قلخانی
ایل قلخانی یکی از ایل‌های کرد ایران است.
ایل قلخانی در گذشته در ایوان غرب در استان امروزی ایلام ساکن بودند  بااین وجود به منطقه گوران در استان کرمانشاه مهاجرت کرده و در ارتباط با مردم گوران قرار گرفتند. در اثر این کوچ ایلی زبان این مردمان تحت تأثیر گوران‌زبانان قرار گرفت و گویش کلهری اولیه تحت تأثیر گویش گورانی قرار گرفت و اندکی تغییر کرد.
قلخانی‌ها اکثراً ساکن ایران و همگی پیرو دین یارسان هستند که خود گروه‌های متفاوتی را در بر می‌گیرد. تعداد زیادی از رهبران مذهبی یارسان از مردم قلخانی می‌باشند و به همین دلیل گاه به مردم یارسان، قلخانی نیز گفته می‌شود.
بیشتر مردم قلخانی در شهرک دره دراز مشغول به زندگی هستند و میتوان گفت پایتخت این ایل این شهرک می باشد که البته این ایل بزرگ در ایران ، عراق و دیگر جاهایی جهان قرار دارند و کسی آمار و تعداد کاملی از این ایل را در دست ندارند اما به صورت تقریبی بیش از ۹۰۰۰۰ نفر فقط در استان کرمانشاه وجود دارند

## توزیع جغرافیایی
مردم قلخانی به‌طور کلی در مناطق جنوبی و غربی کوه‌های دالاهو ساکنند. ایل قلخانی از زمان کوچ خود به گوران، در تقسیم‌بندی ایلی بخشی از ایل گوران به‌شمار آمده‌است.
بخشی از مردم قلخانی نیز در شهرستان تویسرکان در استان همدان زندگی می‌کنند که از بومی های اصلی و قدیمی شهرستان تویسرکان به شمار می آیند. روستاهای قلخانی‌نشین تویسرکان عبارتند از چاشت‌خوره به جمعیت ٢٠٠٠نفر دوهزار نفر و هزار نفرهم در تهران هستند و تمام فامیلیهای انها قلخانی هست، هزاره، برگچه، قاسم‌آباد، اکبرآباد، فتی‌آباد. همچنین خانواده‌های بسیاری نیز به صورت پراکنده در برخی از روستاهای دیگر شهرستان تویسرکان، محله سرابی این شهرستان و شهر فردیس استان البرز، و نیز شهر فیروزان، شهر فرسفج، و روستای عبدالملکی در استان همدان و برخی کشورهای اروپایی و امریکا زندگی می‌کنند. مردم قلخانی در این مناطق زبان کردی خود را کاملاً حفظ کرده‌اند. نام‌های خانوادگی مانند قلخانی و قلخانباز در میان قلخانی‌های همدان و البرز به چشم می‌خورد.
هنری راولینسون که در سال ۱۸۳۶ میلادی از سرزمین ایل گوران بازدید کرده می‌گوید: «زهاب از طرف حاکم کرمانشاه به ۸۰۰۰ تومان در سال به رئیس طایفهٔ گوران اجاره داده می‌شود. افراد دلیر این طایفه در کوه‌های مجاور سکونت دارند و همیشه برای دفع حملات عثمانی‌ها آماده‌اند.
چریکف سرهنگ روسی نیز می‌نویسد: «در صحرای زهاب و در صفحات بشیوه، چادرنشینهای طایفهٔ گوران زیاد بودند که از قلعه زنجیر چندی بود که بدانجا نقل مکان نموده بودند و نیز زمستان در آنجا توقف دارند، زیرا که خان گوران، در کوراک متوقف است، زهاب را در اجارهٔ خود دارد. ایل گوران از دیر باز دارای سابقه تاریخی بوده، تعداد جمعیت این ایل در گذشته خیلی بیش از امروز بوده، به‌طوری‌که همیشه یک فوج سرباز بسیج می‌کرده‌است. ولی به مرور زمان در اثر سوء رفتار بزرگان ایل و همچنین بعلت فقر، عده‌ای متواری و به ایلهای مجاور پناهنده شدند. ایل گوران از قدیم دارای رؤسای سرشناسی بوده، به‌طوری‌که اشخاص برجسته و صاحب نام از این ایل دیده شده‌است، از جمله استاد فقید سعید، غلامرضا رشید یاسمی را می‌توان نام برد."
مناطق محل سکونت این مردمان در استان کرماشان در منطقه‌ای نسبتاً وسیع که از مرز ایران و عراق شروع و تا مناطق دوردست در اطراف همدان نیز ادامه میابد.
رؤسای ایل گوران ۴ مقر حکومتی داشته‌اند: کرمانشاه، گهواره، قلعه‌زنجیر قلخانی و قلعه نوشیروان، در ناحیه زهاب زیستگاه زمستانی ایل قلعه بهادری گوران است.